# Мігай Чиксентмігаї
Мігай Чиксентмігаї (угор. Csíkszentmihályi Mihály; 29 вересня 1934, Рієка, Хорватія — 20 жовтня 2021, Клермонт, США) — американський психолог угорського походження. Відомий своїми дослідженнями щастя, творчості, суб'єктивного добробуту та веселості; увів поняття «потоку» — стану, який вивчав впродовж декількох десятиліть. Автор науково-популярних бестселерів і понад 120 статей для журналів і книг про творчість і щастя. Вважається одним з найбільш цитованих психологів сучасності в низці сфер, що стосуються психології та бізнесу.

## Життєпис
Навчався в університеті Чикаго, в якому пізніше став професором і головою факультету психології. Викладав в Клермонтському університеті. Почесний член Будапештського клубу.

## Ім'я
Ім'я Mihály Csíkszentmihályi угорського походження. Mihály означає «Михайло», Csík — регіон у Трансильванії (зараз Румунія), szent — «святий». Таким чином, Csíkszentmihályi — назва поселення в регіоні Чик, яке отримало ім'я на честь Св. Михайла. Буква i у прізвищі є угорським постфіксом, який означає «з» (подібно до de у французькій або von у німецькій). Буквально: «Михайло зі Св. Михайла в [регіоні] Чик».
Сам Чиксентмігаї демонструє почуття гумору, пропонуючи вимовляти своє прізвище як МФА: [ʧɪksˌsendmiː'haɪ] (англ. chicks send me high), що в перекладі означає: «від дівчат я кайфую».

## Потік
У роботі «Flow: The Psychology of Optimal Experience» Чиксентміхаї знайомить читачів з теорією, згідно з якою люди найбільш щасливі, якщо перебувають в особливому потоковому стані — який нагадує Дзен — стані повного єднання з діяльністю та ситуацією. Стан потоку можна вважати оптимальним станом внутрішньої мотивації, за якої людина повністю включена в те, що вона робить. Ймовірно, кожен мав це відчуття, яке характеризується свободою, радістю, почуттям повного задоволення та майстерності, коли деякі потреби, в тому числі й базові, зазвичай ігноруються. Людина забуває про час, голод, свою соціальну роль тощо.
Згідно з ЧиксетМігайї, можна виділити список з кількох рис діяльності, які сприяють переживанню потокового стану:
- ясні цілі;
- концентрація і фокус уваги  (людина, що займається діяльністю, має можливість на ній концентруватись і глибоко в неї занурюватись);
- втрата відчуття самоусвідомлення – злиття дії і усвідомленості;
- викривлене сприймання часу;
- прямий негайний зворотній зв'язок  (успіхи і невдачі в процесі діяльності, так що поведінка може змінюватись за мірою необхідності);
- рівновага між рівнем здібностей субєкта і складністю завдання (діяльність не виявляється для суб'єкта надто легкою чи складною);
- відчуття повного контролю над ситуацією чи діяльністю;
- діяльність сама по собі сприймається як нагорода, так що вона здійснюється без зусиль.

## Публікації
1. Csikszentmihalyi, Mihaly (1975). Beyond Boredom and Anxiety: Experiencing Flow in Work and Play, San Francisco: Jossey-Bass. ISBN 0-87589-261-2
2. Csikszentmihalyi, Mihaly (1978) Intrinsic Rewards and Emergent Motivation in The Hidden Costs of Reward : New Perspectives on the Psychology of Human Motivation eds Lepper, Mark R;Greene, David, Erlbaum: Hillsdale: NY 205-216
3. Csikszentmihalyi, Mihaly and Csikszentmihalyi, Isabella Selega, eds. (1988). Optimal Experience: Psychological studies of flow in consciousness, Cambridge: Cambridge University Press. ISBN 0-521-34288-0
4. Csikszentmihalyi, Mihaly (1990). Flow: The Psychology of Optimal Experience. New York: Harper and Row. ISBN 0-06-092043-2
5. Csikszentmihalyi, Mihaly (1994). "The Evolving Self", New York: Harper Perennial . ISBN 0-06-092192-7
6. Csikszentmihalyi, Mihaly (1996). Creativity : Flow and the Psychology of Discovery and Invention. New York: Harper Perennial. ISBN 0-06-092820-4
7. Csikszentmihalyi, Mihaly (1998). Finding Flow: The Psychology of Engagement With Everyday Life. Basic Books. ISBN 0-465-02411-4 (a popular exposition emphasizing technique)
8. Gardner, Howard, Csikszentmihalyi, Mihaly, and Damon, William (2002). Good Work: When Excellence and Ethics Meet. New York, Basic Books.
9. Gardner, Howard, Csikszentmihalyi, Mihaly, and Damon, William (2002). Good Business: Leadership, Flow, and the Making of Meaning. Basic Books. ISBN 0-465-02608-7